# Лазерна локація Місяця

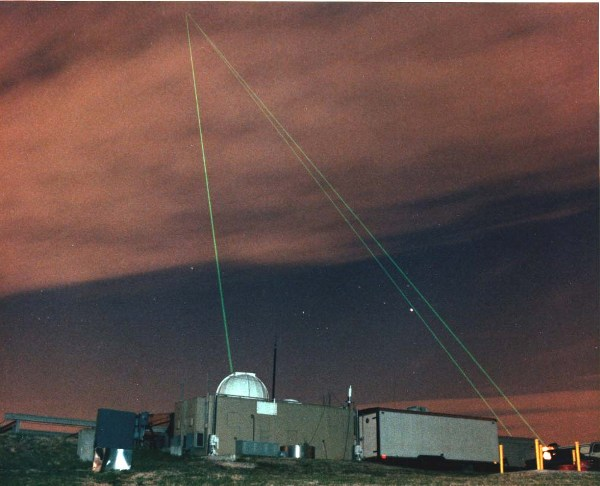

Лазерна локація Місяця — вимірювання відстаней між двома точками на поверхнях Землі і Місяця за допомогою лазерної локації з використанням кутникових відбивачів, які перебувають на поверхні Місяця, або без них (на ранніх етапах досліджень) . Наукове значення таких експериментів полягає в:
- уточненні гравітаційної сталої і перевірці теорії відносності;
- уточнення ряду параметрів руху динамічної системи Земля — Місяць;
- отриманні нових даних про фізичні властивості і внутрішню будову Землі і Місяця та ін .

Лазер випромінює сигнал в телескоп, спрямований на відбивач, при цьому точно фіксується час, коли сигнал був випромінений. Частина фотонів від початкового сигналу повертається назад на детектор з метою зафіксувати початкову точку даних.

## Історія
Експерименти з лазерної локації Місяця, ще без використання кутникових відбивачів, велися вже з початку 1960-х років в США і СРСР. Перші успішні випробування були проведені в 1962 році, коли команді з Массачусетського технологічного інституту вдалося спостерігати лазерні імпульси, відбиті від поверхні Місяця, за допомогою лазера з довжиною імпульсу 1 мс. Аналогічні вимірювання були проведені пізніше в тому ж році радянською командою в Кримській астрофізичній обсерваторії, з використанням рубінового лазер. Велика точність була досягнута після встановлення масиву відбивачів 21 липня 1969 року екіпаж Аполлон-11, і ще два ретрорефлекторні масиви, залишені місіями Аполлон-14 і Аполлон-15 також зробили свій внесок в експеримент. Відбивач Аполлона-15 є найбільшим і являє собою панель з трьохсот призм, два інших відбивачі «Аполлонів» мали по 100 призм.
У 1963 році в СРСР лоціювався квадрат всередині місячного кратера Аль-Баттані, і як для відправки променя рубінового лазера, так і для його прийому використовувався телескоп імені Шайна з діаметром головного дзеркала 260 см Кримської астрофізичної обсерваторії, у якого після надсилання сигналу спеціальне дзеркало змінювало своє положення, спрямовуючи відбитий від поверхні Місяця сигнал у фотоприймач. У цій обсерваторії було проведено перші вимірювання відстані до Місяця за допомогою лазерної локації, коли в 1965 році за допомогою нової установки, виготовленої в ФІАН було визначено відстань з точністю до 200 метрів. Причому точність тоді була обмежена сильним спотворенням лазерного променя місячною поверхнею.
Радянські місяцеходи Луноход-1, доставлений на Місяць в рамках місії Луна-17, і Луноход-2, доставлений в ході місії Луна-21, також були оснащені кутниковими відбивачами. Самі відбивачі були виготовлені у Франції, а їхня система захисту від пилу і система орієнтації розроблена радянськими фахівцями. Кутниковий відбивач «Луноход» являв собою систему з 14 скляних чотиригранних пірамід (кожна являла собою «відрізаний» площиною кут куба зі стороною 9 см), розміщених в одній термоізольованій коробці так, що їхні похилі грані відкриті для надходження лазерного променя. Перші сигнали від «Луноход-1» були отримані 5 і 6 грудня 1970 року згаданим вище 2,6-метровим телескопом Кримської астрофізичної обсерваторії, в тому ж місяці прийняті і обсерваторією Пік-дю-Міді. Відбивач «Луноход-1» за перші півтора року роботи забезпечив близько 20 спостережень, але потім його точне місцезнаходження було втрачено, і знайти його до квітня 2010 року не вдавалося. Вважалося, що місяцехід став у похиле положення, що послаблює відбитий від нього сигнал і ускладнює його пошук при неточних даних щодо координат на поверхні Місяця. Відбивач «Луноход-1» міг бути знайдений, якби відбитий ним промінь потрапив на оптичні фотографії поверхні Місяця, які планувалося зробити за допомогою супутника Lunar Reconnaissance Orbiter, або в поле спостереження інших навколомісячних станцій. 22 квітня 2010 «Луноход-1» знайдений на поверхні Місяця Томом Мерфі з групою вчених, які надіслали лазерні імпульси з телескопа обсерваторії Апачі-Пойнт у Нью-Мексико.
Зі встановленням місцезнаходження інших чотирьох відбивачів, включно зі встановленим на «Луноход-2», проблем не виникало, їх постійне зондування ведеться наразі низкою станцій, зокрема Лабораторією реактивного руху НАСА (Jet Propulsion Laboratory, або JPL NASA), яка вела спостереження лазерної локації відбивачів з моменту їх встановлення. На 2,6 метровому телескопі Кримської астрофізичної обсерваторії, де в 1978 році було встановлено апаратуру, яка дозволяє вимірювати відстань до Місяця з точністю до 25 см, в цілому проведено 1400 визначень цієї величини, найчастіше — до кутникових відбивачів «Луноход-2» і «Аполлон-15». Однак у 1983 році роботи там були припинені з огляду на згортання радянської місячної програми.

## Загальні принципи лазерної локації
Як тільки було винайдено лазер, відразу ж виникла ідея спробувати його застосувати з метою точного вимірювання відстані до Місяця. Для цього короткий імпульс випромінювання лазера спрямовується в бік Місяця, і вимірюється інтервал часу між випроміненням лазерного пучка і прийомом відбитого сигналу, а відстань обчислюється виходячи з постійності швидкості світла у вакуумі і врахування затримки поширення сигналу в атмосфері. Цьому сприяє мала розбіжність лазерного пучка, що забезпечує високу інтенсивність освітлення цілі, монохроматичність, що дозволяє виділити слабкий корисний сигнал на тлі засвітки за допомогою вузькосмугового спектрального фільтра, а також мінімальна тривалість імпульсу, що дозволяє вимірювати відстані з високою точністю (тобто з малою похибкою, прямо пропорційною тривалості імпульсу).

## Кутниковий відбивач (триппель-призма)
Підвищення точності вимірювань за допомогою імпульсної лазерної локації можливе в разі застосування кутникових відбивачів (КВ). КВ являє собою три відбивальні площини, які взаємно перетинаються під прямим кутом. У радіодіапазоні площини виконані просто з металевих пластин («hollow cube», «порожній куб»). В оптичному діапазоні відбивальні площини формуються на гранях куба, виготовленого з прозорого матеріалу (кварцового скла). Додатково покращити коефіцієнт відбивання можна шляхом вакуумного напилення металевого шару (срібло, алюміній) на грані КВ. Якщо кути між гранями виконані з досить високою точністю, то кутниковий відбивач завжди відбиває випромінювання строго в зворотному напрямку незалежно від напрямку, звідки на нього падає промінь, в усьому робочому діапазоні кутів. Прямі кути повинні бути витримані з точністю до десятих часток кутової секунди. За розрахунками застосування КВ на Місяці дозволяє на 1-2 порядки посилити відбитий сигнал, що приймається на Землі, порівняно з відбиттям від ґрунту, і зробити його компактним в часі, на відміну від сигналу, що відбивається від ґрунту, який "розмазується" в часі через рельєф місцевості. 
Французький кутниковий відбивач, встановлений на «Луноход», був складений з триппель-призм з ребром 12 см і мав розбіжність відбитого пучка приблизно 6" (для світла рубінового лазера з довжиною хвилі 694,3 нм). Грані триппель-призм були покриті сріблом, що збільшувало коефіцієнт відбивання до 0.9, але різний коефіцієнт теплового розширення срібла і кварцу призводив до деформації призм при нагріванні в місячний день і, як наслідок, до погіршення відгуку. Активна площа КВ становила 640 см². Робочий діапазон становив ± 10 градусів від нормалі.
Американські кутникові відбивачі доставлені на Місяць, були складені з призм діаметром 3.8 см і мали розбіжність відбитого пучка приблизно 8,6" (для 694,3 нм). Грані триппель-призм не були покриті металом, що зменшувало термічні деформації, але погіршувало коефіцієнт відбиття КВ до 0.27. Активна площа КВ «Аполлон-11» і «Аполлон-14» становила 0,1134 м² (100 триппель-призм), «Аполлон-15» 0,34 м² (300 триппель-призм). Триппель-призми були глибоко втоплені у своїх індивідуальних гніздах, що додатково погіршувало їх видимість при відхиленні від нормалі і призводило до зниження відгуку на 5 % при відхиленні на кожен градус від нормалі.
Розбіжність відбитого пучка залежить від точності виготовлення призм кутникового відбивача і їх апертури DR, яка обумовлює дифракційну розбіжність θ'= 1.22λ/DR. Розрахунок за цією формулою дає дещо меншу величину розходження відбитого променя, ніж наведені в статтях значення. Іноді в статтях з локації використовують поняття ефективної площі розсіювання (ЕПР). Вона має розмірність у м², але не означає дійсну площу. Ця характеристика включає в себе не тільки геометричну площу відбивача, але й коефіцієнт відбивання, розбіжність відбитого пучка тощо. Ефективна площа розсіювання залежить не тільки від характеристик самого відбивача, але й від кута падіння (відхилення вектора падаючого на відбивач пучка від нормалі), а також довжини хвилі, яка впливає на дифракційне розширення відбитого пучка. Для кутникового відбивача існує граничний кут падіння. При відхиленні променя від нормалі понад граничний кут відбивач не може функціювати. Для «порожнього куба» граничний кут становить приблизно 30°, для кварцової призми граничний кут становить приблизно 45°.

## Основні станції, що здійснюють лазерну локацію
- JPL NASA, Каліфорнія, США
- Обсерваторія Макдональд, Техас, США
- OCA[ru], Ніцца, Франція
- Обсерваторія Галікала, Гавайські острови, США (на даний момент[коли?] не працює)
- Апачі-Пойнт, Нью-Мексико, США
- Matera Laser Ranging Observatory (MLRO), Матера, Італія
- Філіал OCA, Південна Африка (використовує попередній прилад станції OCA)